# ADP-šećerna difosfataza
ADP-šećer difosfataza (EC 3.6.1.21, ADP-šećerna pirofosfataza, adenozin difosfošećerna pirofosfataza) je enzim sa sistematskim imenom ADP-šećer šećerfosfohidrolaza. Ovaj enzim katalizuje sledeću hemijsku reakciju
ADP-šećer + H2O {\displaystyle \rightleftharpoons } AMP + alfa-D-aldoza 1-fosfat
Ovaj enzim ima distinktnu specifičnost u odnosu na UDP-šećernu difosfatazu (EC 3.6.1.45).

## Literatura
- Nicholas C. Price; Lewis Stevens (1999). Fundamentals of Enzymology: The Cell and Molecular Biology of Catalytic Proteins (Third изд.). USA: Oxford University Press. ISBN 019850229X.
- Eric J. Toone (2006). Advances in Enzymology and Related Areas of Molecular Biology, Protein Evolution (Volume 75 изд.). Wiley-Interscience. ISBN 0471205036.
- Branden C; Tooze J. Introduction to Protein Structure. New York, NY: Garland Publishing. ISBN 0-8153-2305-0.
- Irwin H. Segel. Enzyme Kinetics: Behavior and Analysis of Rapid Equilibrium and Steady-State Enzyme Systems (Book 44 изд.). Wiley Classics Library. ISBN 0471303097.

## Spoljašnje veze
- ADP-sugar+diphosphatase на 